# Bataille de Naseby
Première guerre civile anglaise
Batailles
- Edgehill

1643
- Adwalton Moor
- Newbury (1)

1644
- Marston Moor
- Lostwithiel
- Newbury (2)
- Taunton

1645
- Naseby
- Langport

1646
- Torrington
- Oxford

La bataille de Naseby est un affrontement de la Première guerre civile anglaise qui se déroule le 14 juin 1645 près du village de Naseby, dans le Northamptonshire. Elle oppose la New Model Army des Parlementaires, commandée par Thomas Fairfax et Oliver Cromwell, à l'armée royaliste commandée par le roi Charles Ier et le prince Rupert du Rhin. 
Au terme d'une lutte âprement menée, elle se solde par une victoire décisive des parlementaires. Le roi perd de nombreux officiers et la majeure partie des vétérans de son infanterie, avec 1 000 tués et 5 000 prisonniers. Il est incapable de lever une armée d'une qualité comparable jusqu'à la fin du conflit. Il doit également déplorer la perte de son artillerie, de ses réserves et de ses bagages personnels. Ces derniers contiennent des lettres qui prouvent son intention de faire appel aux catholiques irlandais et aux grandes puissances catholiques européennes. La publication de ces documents donne un coup de fouet au moral des parlementaires. La guerre s'achève l'année suivante par leur victoire.

## Contexte
La campagne de 1644 se conclut de manière décevante pour les parlementaires, dont les troupes s'avèrent incapables de remporter une victoire décisive à la seconde bataille de Newbury. Cet échec donne lieu à une réforme militaire avec la création de la New Model Army, une armée de métier indépendante des associations de recrutement locales. Au même moment, Oliver Cromwell milite en faveur de la Self-denying Ordinance, une loi interdisant aux députés d'occuper un poste à responsabilités dans l'armée et dans la marine. Il s'agit en théorie d'améliorer les relations au sein du commandement militaire en empêchant d'éventuels conflits d'intérêts. Dans les faits, cette réforme exclut du commandement les pairs héréditaires, dont beaucoup ne sont que tièdement anti-royalistes. En effet, contrairement aux députés élus, ceux-ci n'ont pas la possibilité de démissionner du Parlement pour rejoindre l'armée.
Au début de l'année 1645, la majorité des conseillers du roi Charles Ier le pressent d'attaquer la New Model Army pendant sa formation. Le prince Rupert du Rhin, devenu général des armées et donc principal conseiller militaire du roi, lui propose plutôt de marcher vers le Nord pour unir ses forces à celles du marquis de Montrose James Graham qui dirige les troupes royalistes en Écosse. Charles choisit de suivre cette idée. Avant de se mettre en marche, il laisse à George Goring un détachement comprenant notamment 3 000 cavaliers pour mener à bien le siège de Taunton, dans le Somerset.
Pendant ce temps, alors que la New Model Army a abandonné son objectif de libérer Taunton, le Comité des deux royaumes ordonne à son commandant Thomas Fairfax d'aller assiéger Oxford, la capitale royaliste. Pour Charles, c'est une bonne nouvelle : le siège d'Oxford fixe l'armée parlementaire sur place et le laisse libre de prendre le chemin du Nord. Cependant, à la fin du mois de mai, le roi apprend que la ville est presque à court de ravitaillement et qu'elle ne peut plus tenir longtemps. Afin de distraire Fairfax, les royalistes prennent d'assaut la garnison parlementaire de Leicester le 31 mai. Le conseil royal et le prince Rupert reviennent sur leur décision de marcher vers le Nord et se dirigent vers le Sud pour secourir Oxford. Ils demandent à Goring de les rejoindre, mais celui-ci refuse d'abandonner le siège de Taunton.
La manœuvre royaliste fonctionne : inquiet de la perte de Leicester, le Parlement demande à Fairfax de lever le siège d'Oxford pour affronter l'armée royale. Le 5 juin, il quitte Oxford en direction du nord. Le 12 juin, une escarmouche oppose sa cavalerie d'avant-garde aux avant-postes royalistes près de Daventry, révélant sa présence au roi. Le lendemain, l'armée royaliste, qui se dirige vers Newark-on-Trent afin d'y recevoir des renforts, se trouve à Market Harborough.
Fairfax, qui souhaite engager le combat sans attendre, organise un conseil de guerre auquel participe Cromwell, récemment nommé lieutenant-général de l'armée et venu à la tête de renforts de cavalerie. La New Model Army pourchasse l'armée royaliste. Vers la fin de la journée, le commissaire général Henry Ireton (gendre de Cromwell et commandant en second de la cavalerie) attaque l'avant-poste royaliste de Naseby, à une dizaine de kilomètres au sud des positions du gros de l'armée royale. Le roi doit alors accepter la bataille ou battre en retraite avec Fairfax sur les talons. À l'aube du 14, Charles, encouragé par le secrétaire d'État George Digby, décide de passer outre aux conseils du prince Rupert et d'affronter Fairfax, craignant qu'une retraite ne nuise au moral des troupes.

## La Bataille

### Préparatifs

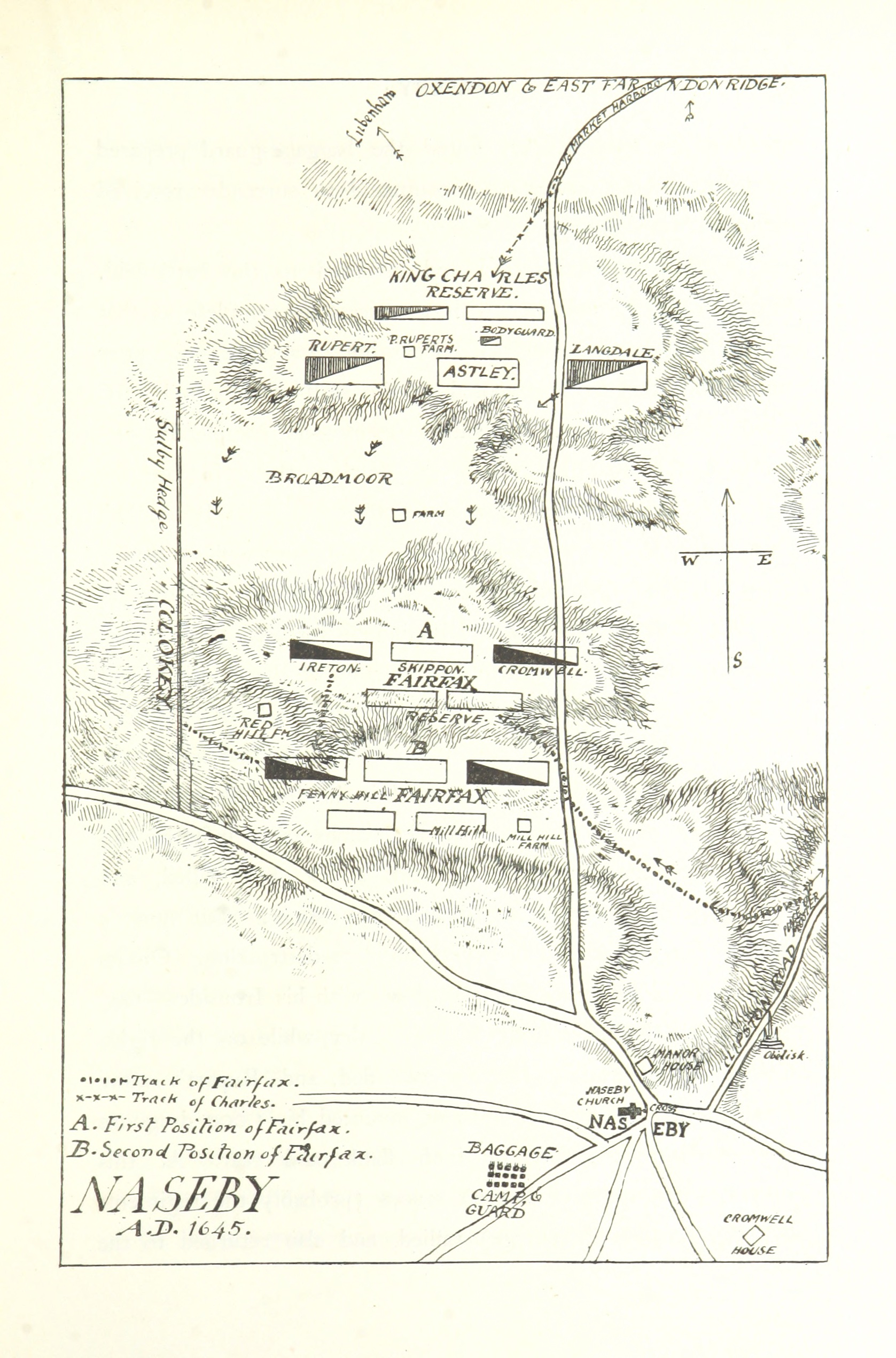
Position des armées au début de la bataille.

La matinée du 14 juin est brumeuse, ce qui empêche les deux armées de se voir. Les royalistes occupent une bonne position au sommet d'une crête entre les villages de Little Oxendon (en) et East Farndon, à 3 km au sud de Market Harborough. Le commandant des éclaireurs, Francis Ruce, est envoyé pour repérer l'armée parlementaire, mais il parcourt trois à cinq kilomètres vers le sud sans en voir la moindre trace, peut-être par négligence. Le prince Rupert s'avance et aperçoit des cavaliers parlementaires qui semblent se retirer. Déterminé à sécuriser la crête de Naseby, il ordonne à l'armée royaliste d'avancer.
Fairfax envisage d'abord d'occuper le flanc nord de la crête, mais Cromwell considère qu'il s'agit d'une position trop forte, qui risque de dissuader les royalistes d'attaquer. Il lui recommande de se positionner un peu plus au sud afin de provoquer l'assaut ennemi, une suggestion suivie par Fairfax.
Les royalistes ne voient l'armée de Fairfax qu'en atteignant le village de Clipston, à un peu plus d'un kilomètre au nord de la crête de Naseby. Il leur est alors impossible de battre en retraite sans être attaqués par la cavalerie parlementaire. Le prince Rupert déploie ses troupes sur sa droite, où le terrain semble à l'avantage de sa cavalerie, et se prépare au combat.

### Déploiement des armées

#### L'armée royaliste

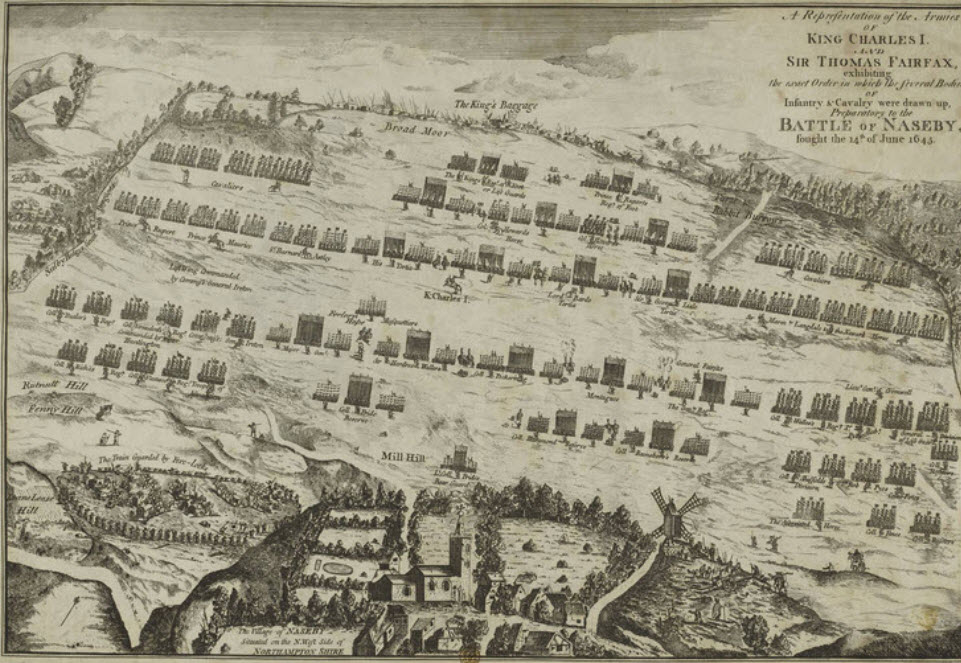
Schéma du champ de bataille (1792).

Les royalistes occupent un front d'une largeur de 2,5 km, entre la route reliant Clipston à Naseby sur leur gauche et les haies de Sulby sur leur droite. L'aile droite de l'armée se compose de 2 000 à 3 000 cavaliers placés sous le commandant de Rupert et de son frère, le prince Maurice. Le centre est composé de trois brigades d'infanterie commandées par le baron Jacob Astley (en), renforcées par un régiment de cavalerie en renfort sous les ordres du colonel Thomas Howard. L'aile gauche comprend 1 500 cavaliers recrutés dans les comtés du Nord de l'Angleterre (alors occupés par les covenantaires et les parlementaires) sous les ordres de Marmaduke Langdale. Le roi commande une petite unité de réserve composée de son infanterie et celle de Rupert, ainsi que de ses gardes du corps à cheval.

#### L'armée parlementaire
Fairfax établit son armée sur une crête à un kilomètre et demi au nord de Naseby, et en partie sur la pente derrière cette crête. L'aile gauche de l'armée, commandée par Ireton, comprend cinq régiments et demi de cavalerie. L'infanterie du sergent-major général Philip Skippon, répartie en cinq régiments de première ligne et trois de soutien, forme l'aile centrale. 300 mousquetaires sont déployés comme enfants perdus en première ligne, avec deux compagnies du régiment du colonel Edward Harley en réserve. Une gravure parlementaire d'époque figure onze pièces d'artillerie placées entre les régiments d'infanterie, mais elles ne jouent qu'un rôle mineur dans l'affrontement : après une première salve qui passe au-dessus des troupes ennemies, les deux armées sont trop proches pour qu'elles puissent servir à nouveau. L'aile droite est composée de six régiments et demi de cavalerie commandés par Cromwell.
Le front parlementaire fait plus de 3 km de large. Il dépasse l'aile gauche des royalistes, mais de l'autre côté, les deux armées sont bloquées par les haies de Sulby. À la dernière minute, alors que les royalistes commencent à avancer, Cromwell envoie un régiment de dragons sous les ordres du colonel John Okey dans les haies pour qu'ils tirent sur le flanc de la cavalerie royaliste.

### Les combats
L'aile centrale royaliste est la première à attaquer. Le prince Rupert temporise afin que sa cavalerie arrive au niveau de l'ennemi en même temps. L'infanterie parlementaire de Skippon avance elle aussi, dépassant le sommet de la crête pour affronter l'infanterie royaliste. Les mousquets ne font feu qu'une seule fois avant le début du corps-à-corps, durant lequel les vétérans royalistes se battent à l'épée et à coups de crosse de mousquet. Touché par une balle, qui pénètre son armure et s'enfonce sous les côtes, Skippon reste cependant sur le champ de bataille pour éviter de semer la panique parmi ses hommes. L'armée parlementaire doit cependant céder du terrain.
Sur le front gauche des parlementaires, les deux cavaleries prennent le temps de s'aligner avant de s'élancer à l'attaque. Le régiment d'Ireton parvient à repousser ses vis-à-vis, mais il mène ensuite une partie de ses troupes au secours de l'infanterie parlementaire. Ses hommes sont repoussés par les piquiers royalistes, et il est lui-même jeté à bas de sa monture, blessé à la jambe et fait prisonnier. Pendant ce temps, la deuxième ligne de cavalerie royaliste repousse l'essentiel des cavaliers parlementaires. Quelques régiments d'Ireton placés à gauche sont sauvés de l'anéantissement par les dragons d'Okey, mais les autres prennent la fuite. Certains ne s'arrêtent pas avant d'avoir atteint Northampton, à vingt-cinq kilomètres de là. Toute l'aile droite royaliste a été envoyée contre Ireton et il n'y a plus de réserves. Soit par négligence, soit parce qu'il en est incapable, le prince Rupert ne rallie pas sa cavalerie, qui s'éloigne du champ de bataille en pourchassant les parlementaires en fuite.
Pendant ce temps, sur l'aile droite parlementaire, la cavalerie de Cromwell fait face à celle de Langdale, mais aucun des deux camps ne veut s'engager pour porter secours à son infanterie de peur d'exposer son flanc à l'autre. Au bout d'une demi-heure, la cavalerie royaliste finit par charger et les parlementaires s'avancent à leur rencontre. Les troupes royalistes, exposées et en forte infériorité numérique, doivent en outre charger en montant une cote jonchée de buissons et de terriers de lapins. Elles sont mises en déroute par les parlementaires après une brève échauffourée. Contrairement au prince Rupert, Cromwell n'a pas envoyé tous ses hommes à l'attaque, seulement la première ligne de son aile, et il n'envoie que quatre divisions parlementaires (environ deux régiments) à la poursuite de Langdale. Il peut ainsi envoyer le reste de ses troupes assaillir l'aile centrale des royalistes par la gauche et par l'arrière. Au même moment, les dragons d'Okey remontent à cheval pour mener une charge sur l'aile droite de l'infanterie royaliste, accompagnés d'une partie des forces d'Ireton qui se sont reconstituées.
Une partie de l'infanterie royaliste, assaillie de tous les côtés, choisit de se rendre, tandis que d'autres tentent de battre en retraite les armes à la main. Un régiment, apparemment celui des manteaux bleus du prince Rupert, tient bon et repousse toutes les attaques parlementaires jusqu'à ce que Fairfax vienne en personne les affronter avec son régiment d'infanterie et ses gardes du corps à cheval. Encerclés, les manteaux bleus sont submergés et Fairfax se serait emparé en personne de leur étendard. Des fouilles archéologiques suggèrent que cet épisode s'est produit près de Long Hold Spinney, à environ un kilomètre à l'arrière des lignes royalistes au début de la bataille.
Le roi tente à un moment de mener ses gardes du corps au centre de la mêlée ou bien pour une contre-attaque sur Cromwell, mais un noble écossais, Robert Dalzell (en), comte de Carnwath, retient son cheval par la bride, l'accusant d'aller à sa mort, et l'écarte du champ de bataille. En voyant le roi s'éloigner de l'ennemi, ses gardes battent en retraite de manière désordonnée.
Derrière les lignes parlementaires, les hommes du prince Rupert atteignent Naseby et le camp des parlementaires, mais les gardes refusent de se rendre. Le prince rassemble ses hommes et retourne sur le champ de bataille, mais il est trop tard pour sauver ce qui reste de l'infanterie royaliste. Fairfax arrête ses troupes pour les réorganiser avant de reprendre la charge, sur quoi le prince Rupert et ses troupes abandonnent le champ de bataille.
Les troupes de Fairfax pourchassent alors les survivants qui s'enfuient vers Leicester. L'archéologie suggère qu'ils ont tenté de se regrouper sur les pentes de Castle Yard (également appelée Wadborough Hill), une colline boisée qui abritait au Moyen Âge une motte castrale. De nombreux royalistes sont massacrés à Marston Trussell après s'être trompés de route en voulant rejoindre Leicester. Une centaine de femmes du camp royaliste sont également tuées par les parlementaires, qui croient avoir affaire à des Irlandaises alors qu'il s'agit plutôt de Galloises. Les raisons exactes de ce massacre, sans précédent dans un conflit où les exactions contre les civils sont fortement découragées par les deux camps, restent inconnues ; pour l'historien C. V. Wedgwood, les soldats parlementaires auraient été rendus fous par la résistance que ces femmes auraient tenté de leur opposer.

## Conséquences

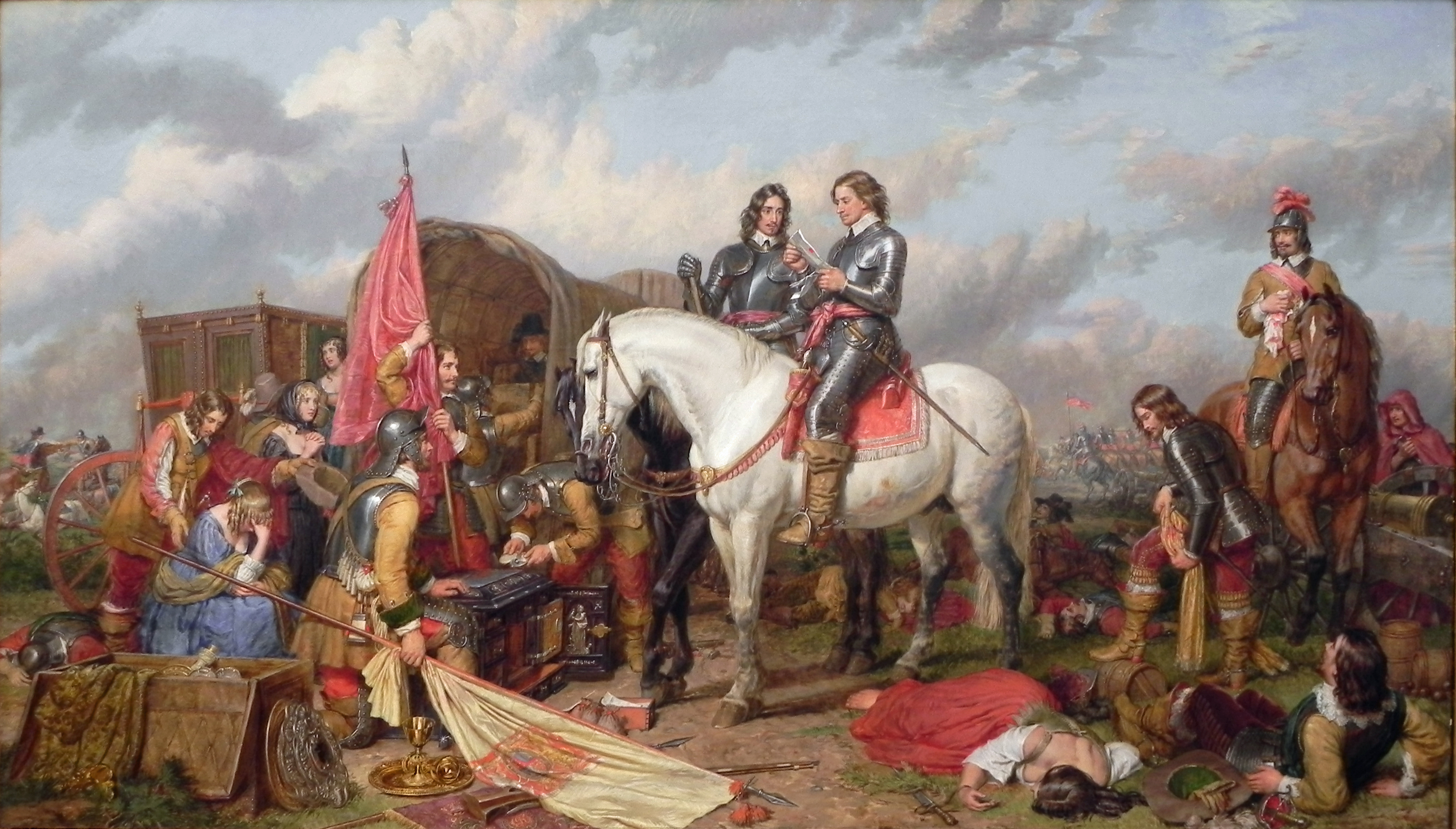
Cromwell lisant une lettre retrouvée dans le coffre de Charles après Naseby par Charles Landseer (1851).

Après avoir repris le contrôle de Leicester le 18 juin, Fairfax mène immédiatement ses troupes vers le sud-ouest pour libérer Taunton, toujours assiégée par George Goring, et prendre le contrôle du West Country.
La principale armée royaliste subit des pertes très importantes à Naseby. Le roi perd les vétérans de son infanterie (parmi lesquels 500 officiers), toute son artillerie et beaucoup d'armes. Il n'a plus les moyens de lever des troupes d'une telle qualité. Dès lors, les forces royalistes ne se résument plus qu'à une armée de 7 000 soldats sous les ordres de Lord Goring et de nombreuses poches de résistance dispersées sur tout le royaume.
Les parlementaires se sont également emparés des affaires personnelles du roi. Ils y découvrent des lettres qui prouvent que celui-ci cherche le soutien de la Confédération irlandaise et des puissances catholiques européennes. La publication de cette correspondance sous le titre The King's Cabinet Opened apporte au Parlement le soutien nécessaire pour continuer la guerre. Le conflit s'achève l'année suivante par la victoire des parlementaires.

## Bibliographique
- (en) Glenn Foard, Naseby : The Decisive Campaign, Barnsley, Pen & Sword Military, 2004 (1re éd. 1995), 432 p. (ISBN 978-1-844-15132-5).
- (en) Martin Marix Evans, Naseby 1645 : The Triumph of the New Model Army, Osprey, 2007, 96 p. (ISBN 978-1-84603-078-9).
- (en) Keith Roberts, Cromwell's War Machine : The New Model Army 1645–1660, Barnsley, Pen & Sword Books, 2005, 274 p. (ISBN 978-1-844-15094-6, lire en ligne).
- (en) H. C. B. Rogers, Battles and Generals of the Civil Wars, Seeley Service & Co., 1968.
- (en) Mark Stoyle, Soldiers and Strangers. An Ethnic History of the English Civil War, Yale, Yale University Press, 2005, 297 p. (ISBN 978-0-300-10700-5, présentation en ligne).
- (en) C. V. Wedgwood, The King's War, 1641–1647, Fontana, 1966.
- (en) Peter Young, Naseby 1645 : The Campaign and the Battle, Londres, Century Publications, 1985, 393 p. (ISBN 0-7126-0489-8).
- (en) Peter Young et Richard Holmes, The English Civil War : A Military History of the Three Civil Wars, 1642–1651, Ware, Wordsworth Editions, 2000, 368 p. (ISBN 1-84022-222-0).